# Mon Laferte
Norma Monserrat Bustamante Laferte (Viña del Mar, 2 de mayo de 1983), conocida como Mon Laferte, es una cantante y compositora chilenomexicana. Toca diferentes instrumentos y se caracteriza por la confluencia de numerosas formas y géneros como la balada, el pop, rock alternativo, en sus inicios fue influida por el heavy metal —principalmente a raíz de su actividad como cantante entre 2012 y 2014 de las bandas Mystica Girls y Abaddon—, el bolero, el vals, la cumbia, el reggae o el ska, entre otros.
Ha sido la artista chilena con más nominaciones en una sola edición de los Grammy Latinos (cinco en 2017), así como la primera en conseguir más de estas en los mencionados premios (quince en seis ocasiones). Mon ha vendido más de 7 millones de grabaciones en todo el mundo, entre álbumes y sencillos, lo que la convierte en la artista chilena con más ventas de la era digital.
Además de actuar en grandes escenarios como el Auditorio Nacional de Ciudad de México, el Madison Square Garden de Nueva York, el Movistar Arena de Santiago de Chile, el Teatro Gran Rex o el Luna Park de Buenos Aires, ha realizado giras por varios países de América y Europa y participado en festivales como el de Viña del Mar, Olmué, Vive Latino, la Feria Nacional de San Marcos, el Rock al Parque, el Austin City Limits, Lollapalooza y el Coachella Festival, entre otros.
Algunos de sus éxitos más destacados son «Tormento», «Amor completo», «Tu falta de querer» (los tres grabados en 2014), «Si tú me quisieras» (2015), «Mi buen amor» (2016-17), «Amárrame», por el que obtuvo en 2017 el Grammy Latino a la mejor canción alternativa, «Antes de ti» o «El beso» (ambos publicados en 2018). Ha colaborado con varios artistas.

## Biografía y carrera

### 1983-2003: primeros años
La cantante se crio con su madre Myriam Laferte Herrera, su abuela materna Norma y su hermana menor Solange, en el barrio Gómez Carreño de Viña del Mar (Chile). En 1992, con nueve años, obtuvo el primer premio en un certamen convocado por su escuela Orlando Peña Carvajal. Se le otorgó una guitarra, instrumento con el que desarrolló un nuevo interés en componer sus propias canciones y dio origen a su futura ocupación artística. A la edad de trece años consiguió una beca para estudiar música durante un año y medio en el conservatorio de su ciudad natal, si bien prefería la vía autodidacta a la académica, y comenzó a tocar en bares de Viña del Mar y Valparaíso.

### 2003-2007:La chica de Rojo
En 2003 la intérprete, conocida todavía como Monserrat Bustamante, aparece por primera vez ante el gran público como concursante del programa buscatalentos Rojo fama contrafama, emitido por Televisión Nacional de Chile. Su destacada participación en el mismo le ofrece la posibilidad de formar parte del grupo estable de cantantes y bailarines del espacio (conocido como el Clan Rojo), así como de grabar su primer álbum en solitario —titulado La chica de Rojo—, bajo el sello de la compañía discográfica estadounidense Warner Music Group, que después de un mes en el mercado obtiene un disco de oro y otro de platino.
Pero tras cuatro años de exitosa colaboración con el programa la cantante siente la necesidad «de dejarlo casi todo» y trasladarse a México:

Esa vez renuncié al programa. Todos mis cercanos se me fueron encima y me dijeron: "¿Pero por qué, si te está yendo tan bien?" Pero yo no era feliz ahí.

Así las cosas, el 22 de junio de 2007 se despide del espacio en el transcurso de una gala celebrada en el Teatro Caupolicán de Santiago. Al mes siguiente parte de Chile con el fin de residir y trabajar en el país azteca.

### 2007-2010: llegada a México, álbum no publicado y problemas de salud

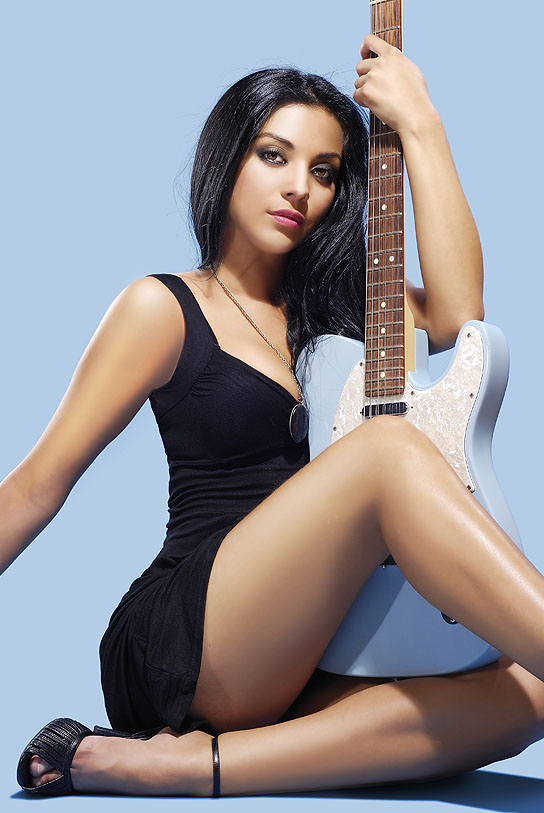
Laferte en 2008.

Desde el primer momento la cantante se instala en la Ciudad de México, si bien todos los fines de semana se desplaza a Veracruz (a la que hay una distancia de cerca de cuatrocientos kilómetros por carretera), donde se gana la vida interpretando versiones de temas de otros artistas:

Cuando llegué aquí, tocaba covers y fui a Veracruz porque alguien me invitó a echar un palomazo en un bar que se llamaba "La Casona", que era como un antro de covers de esos fresas, me eché un palomazo y me dijeron: ¿Quieres trabajar aquí?
Así que durante un año viajé todos los fines de semana a Veracruz a cantar, un año entero de fines de semana en camión, cansadísima, pero era mi trabajo seguro.
Cuando tocábamos ahí —"La Casona" era el bar más famoso de Veracruz—, los bares de los otros lugares decían que había que traer a la banda que tocaba en "La Casona", y nos llamaban, y entre eso fuimos a la feria de Martínez de la Torre, y yo estaba enfermísima, ese día nunca lo voy a olvidar porque me dio salmonelosis. Así fue mi primer año aquí.

Durante casi todo 2009 se encuentra promocionando el sencillo Lo mismo que yo, el cual va a formar parte de un álbum que piensa lanzar a lo largo de aquel mismo año.

La cantante aparece en las nuevas sesiones fotográficas con un look que se acerca a la Lily Allen del disco It's Not Me, It's You de 2008. Corte de pelo liso y con flequillo, además de una vistosa guitarra eléctrica en las manos.

A finales de 2009 se le diagnostica un cáncer tiroideo, lo que la obliga a retirarse una larga temporada de los escenarios, experiencia que plasma en la canción Hospital, recogida en 2013 en su tercer álbum de estudio Tornasol:

Siento que mi cuerpo está dormido / ya no quiero luchar / Odio esta enfermedad / te atrapa y no te suelta más.

Una vez recuperada se produce en la cantante un giro radical, lo que la lleva a lucir en lo sucesivo un cierto look de corte transgresor, así como a la adopción de Mon Laferte como nuevo nombre artístico. También decide no publicar el disco que se iba a lanzar en 2009 y en su lugar comienza a trabajar en la composición de un nuevo álbum.

### 2011-2012:DesechableyFactor X
A finales de julio de 2011 sale a la venta el disco Desechable, producido en México por la Warner Chappell y primero publicado con su actual nombre artístico de Mon Laferte, que cuenta con el apoyo de cantantes y compositores latinos como Michelle Álvarez o Ángela Dávalos, y al que corresponden los cinco sencillos "Soy", "Depresión", "Tóxico", "Desechable" y "Un solo hombre no puedo tener". En la portada del mismo aparece una imagen de la artista con un minivestido negro y zapatos rojos dentro de una bañera llena de basura. En colaboración con el cantautor mexicano César Ceja compone en 2012 el tema principal de la banda sonora de la película peruana El buen Pedro, titulado "Vuelve por favor", que aparece al año siguiente en su álbum Tornasol. Casi simultáneamente la cantante vuelve a Chile donde participa como miembro del jurado calificador (más concretamente de los grupos) de la segunda temporada del programa de la Televisión Nacional Factor X, del que también forman parte el tenor Tito Beltrán, la periodista y presentadora Karen Doggenweiler y el cantante y actor José Luis Rodríguez, más conocido como El Puma. Corresponde también a este momento su presentación a comienzos de 2012 como vocalista de la banda femenina de heavy metal mexicana Mystica Girls, con la que en febrero de 2014 graba el disco titulado Gates of Hell.

### 2013:Tornasoly debut en el cine peruano
El 7 de enero de 2013 aparece oficialmente su segundo disco independiente, titulado Tornasol (producido de forma conjunta por la propia cantante y el músico mexicano ya citado César Ceja), conformado por catorce canciones en cuya ejecución participan artistas como Renee Mooi, Paz Quintana, Mariel Mariel, El Viaje de Seth o Fakuta, y en el que Laferte explora diferentes sonidos desde el rock, pasando por el reggae, el pop rock o la música electrónica, entre otros. Se lanzan en este caso los sencillos "Ángel negro", "Hey Hey", "Orgasmo para dos" y "Tornasol", más dos promocionales: Vuelve por favor y Lo que pido. También el mismo año debuta como actriz en la comedia peruana Japy Ending, en la que interpreta a Eli, una cantante que al enterarse de que se aproxima el fin del mundo pide como último deseo morir en el escenario. En agosto participa junto con otros artistas en una sesión especial del cuarteto chileno Los Tetas con el fin de repasar parte de los grandes éxitos del grupo.

### 2014-2015:Gates of HellyMon Laferte Vol. 1
En febrero del año 2014, Mystica Girls, la banda de metal en que Mon fue vocalista, lanzó su segundo disco de estudio, titulado Gates of Hell. Se esperó que para octubre del aquel año lanzara su tercera producción musical como solista (cuarta si se considera el álbum La chica de Rojo de sus inicios de carrera en Chile), dentro de la cual se encuentra "Tormento", primera canción adelanto del nuevo material.
Este álbum finalmente se lanzó el 31 de enero de 2015, en la Sala SCD Vespucio, Santiago de Chile, su tercer álbum, Mon Laferte Vol.1. El disco contaba originalmente con 10 temas, de los cuales se desprenden las pistas "Tu falta de querer" y "Amor completo". A una semana del estreno consigue el #7 en iTunes Chile, y el #10 iTunes en México. El 25 de febrero, se realiza el lanzamiento de Mon Laferte Vol. 1 en México en el Foro Indie Rocks! Este mismo año, Mon Laferte logró llenar la carpa intolerante del Vive Latino el día domingo 25 de marzo. Su tema "Amor Completo" fue elegido como la canción del año por Gritaradio, ubicándolo en el puesto 1 dentro de las 100 mejores canciones de México.

### 2016: reedición deMon Laferte Vol. 1y éxito internacional
A mediados del año 2015, Mon anuncia su nuevo contrato discográfico con Discos Valiente, una subdivisión de Universal Music México con el fin de lanzar una remasterización de Mon Laferte Vol.1 y el lanzamiento de este de forma comercial. El 21 de agosto es el lanzamiento de dicha remasterización y de la canción "Amor completo" como primer sencillo del álbum, el tema tuvo una buena acogida por parte del público mexicano y rápidamente el video musical de esta logró sobrepasar el millón de reproducciones en su cuenta Vevo.

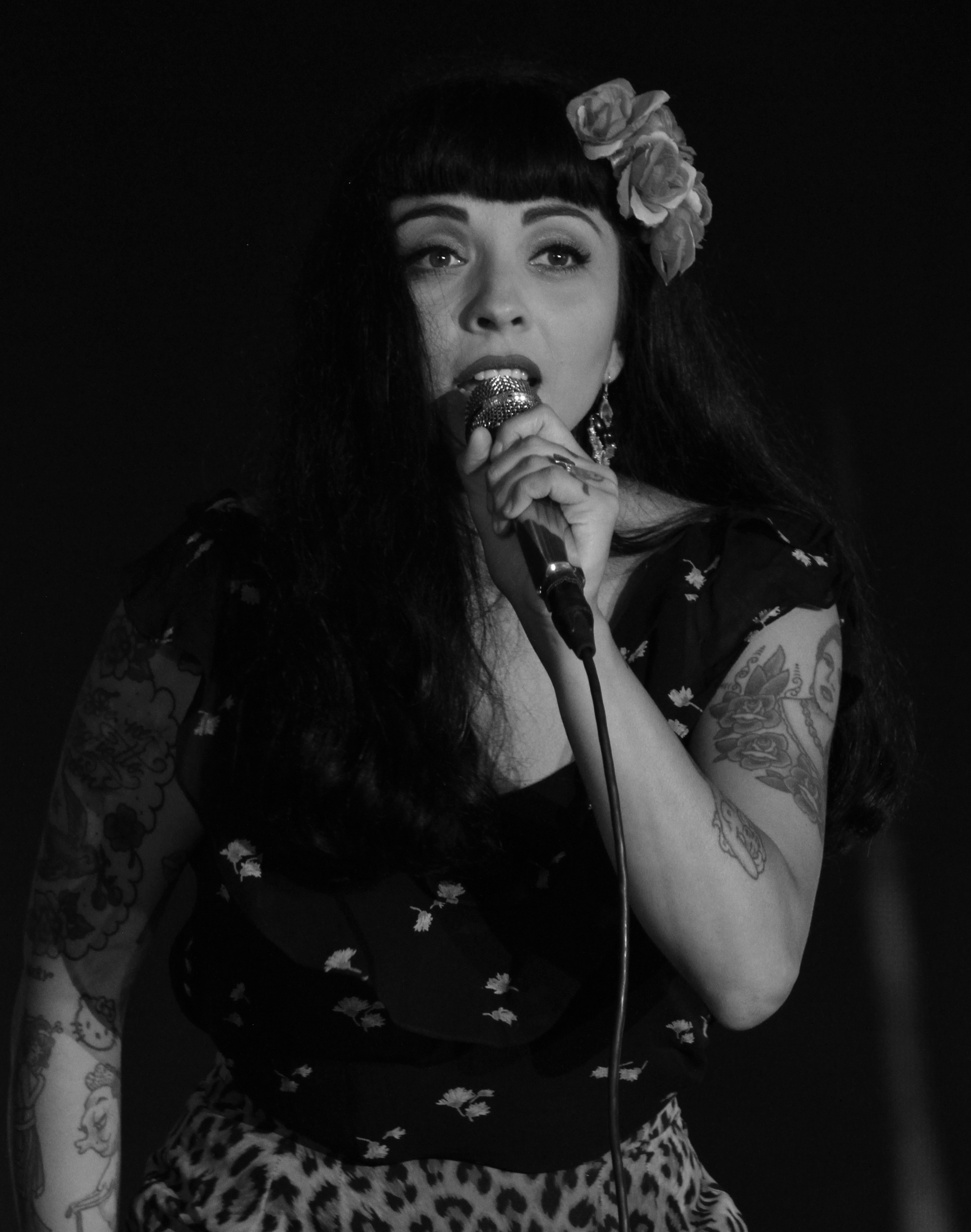
Laferte durante un concierto en 2016.

El 14 de septiembre, Mon lanza su segundo sencillo y pieza audiovisual del álbum, la canción "Tu falta de querer" que logró convertirse en un éxito a nivel mexicano y latinoamericano llegando al puesto número 4 en las listas de México y logrando hasta la fecha (abril de 2025) más de 582 millones de reproducciones en Vevo, convirtiéndose en una de las canciones más sonadas en el año 2016 en la radios mexicanas y ubicándose por más de 6 meses en el top 100 de los sencillos más vendidos en iTunes México.
A raíz del lanzamiento del disco, Mon se une al cantautor mexicano Caloncho en el tour Mon La Fruta Tour logrando agotar las entradas en la mayoría de sus shows por todo México, llenando dos veces el Teatro Metropólitan de México y culminando con una presentación con lleno total en el Auditorio Nacional (México).
En abril de 2016, se estrena una reedición del álbum Mon Laferte Vol.1 esta vez con la grabación de su concierto en el lunario del Auditorio Nacional en México y un nuevo tema, la canción Bonita. El 13 de mayo, Mon realiza un único concierto en el teatro Cariola en su Chile natal, logrando agotar las entradas un mes antes de la fecha del concierto. En ese mismo mes, recibió disco de oro por las altas ventas en México de su último álbum.
En junio del mismo año, se presenta en vivo en los MTV MIAW 2016 el cual destaca a los jóvenes más influyentes del mundo y que son seleccionados a través de votaciones por redes sociales, ganando dos de las tres categorías a las cuales fue nominada “Video latino del año” por la canción “Tu falta de querer”, que ya cuenta con millones de reproducciones en YouTube. Y además, fue reconocida con el premio "Artista buzz del año".
Durante el mes de julio, y a sólo dos meses de ser galardonada con el Disco de oro, Mon recibe Disco de Platino por la venta de más de 60 mil copias de su álbum "Mon Laferte Vol 1" en México.
El 21 de septiembre, fue doblemente nominada a los Premios Grammy Latino 2016, en las categorías de Mejor Nuevo Artista y Mejor Álbum de Música Alternativa, compitiendo en esta última con artistas como Carla Morrison, Bebe, Illya Kuryaki and the Valderramas y Esteman. También fue confirmada como uno de los números de la gala que celebrará una versión de los Premios Grammy Latino de ese año.
El 5 de noviembre, durante su presentación en el Festival Catrina, Mon recibe frente a 15 mil personas la certificación de Platino + Oro por más de 90 mil unidades vendidas. En noviembre de ese año, se presentó en los Premios Grammy Latino con el tema "Si tú me quisieras", junto con el cantautor colombiano Juanes en la guitarra, con quien más tarde, grabarían el tema Amárrame, para lo que sería su cuarto disco.
En diciembre de 2016, Mon recibe el Disco de oro en su país, Chile, tras superar 5 mil descargas digitales, además de que sus canciones como "Tu falta de querer", "Amor completo", "Si tú me quisieras" se encontraron entre las más vendidas de iTunes Chile durante 2016. Recibió una invitación para cantar en el "Festival Frontera", el que se suspende por no contar autorización de la intendencia. El 4 de mayo de 2017, logra su primera certificación Vevo por su canción "Tu falta de querer" tras superar las 100 millones de reproducciones en YouTube, recibiendo un reconocimiento por el logro el día 9 de mayo del mismo año.

### 2017: «Fenómeno Laferte», éxito en el Festival de Viña,La trenzay su primer Grammy Latino
El 7 de enero de 2017, participó en la cuarta edición Cumbre del Rock Chileno, realizado en el Estadio Nacional de Chile, donde más de 35 mil personas presenciaron una puesta en escena cautivante y su espectacular voz la llevaron a ser la actuación más destacada de la Cumbre. Cabe destacar que esta fue la actuación más multitudinaria hasta esa fecha de Mon Laferte en Chile.
El 26 de enero de 2017, se otorgó a las canciones "Amor completo" y "Si tú me quisieras" Sencillo De Oro tras superar las 30 000 descargas digitales, mientras que "Tu falta de querer" fue certificado Sencillo de Platino + Oro tras rebasar las 90 000 descargas digitales, haciendo que estos tres sencillos (anexando el álbum) superen las más de 150 000 ventas sólo en México. El 24 de febrero de 2017, durante la conferencia de prensa por su actuación en el Festival Internacional de La Canción de Viña del Mar recibe el Disco de Platino en Chile tras superar las 10 mil descargas digitales por Mon Laferte Vol.1.
El día sábado 25 de febrero, se presentó por primera vez en su carrera en la edición de 2017 del Festival Internacional de la Canción de Viña del Mar como una de las grandes estrellas invitadas y además, es integrante del jurado de las competencias internacionales y folclóricas, en donde se le otorgó los mayores galardones del certamen: Gaviota de plata y de Oro, ante más de 15 mil personas. La euforia del público fue tanta que le exigían a la organización del festival otorgarle la Gaviota de Platino, la cual solo se ha dado dos veces en la historia del festival (el mexicano Luis Miguel en 2012 y la española Isabel Pantoja en representación del cantautor y compositor mexicano Juan Gabriel en 2017). Tras no otorgársela (debido a que el premio reconoce la trayectoria), el público impidió la realización normal del evento por más de 20 minutos, interrumpiendo la premiación de la competencia internacional, ya que pedían el dicho galardón y la vuelta al escenario para la artista. Fue primera vez en toda la historia del festival que el público exige la gaviota de platino a un artista, más aún, a un artista chileno como ella. Reviviendo escenas que no se veían desde los grandes shows en la época de oro del festival en la década de 1980, el primer show de Laferte en este festival es considerado por muchos como el mejor show de este evento en la década de 2010 comparable a los shows de estrellas mundiales como los británicos Sting y Elton John siendo tendencia además al día siguiente en YouTube cuando su show llegó al 1.000.000 de visitas en tan sólo 24 horas. 
Además se convirtió en la Reina del Monstruo, concurso que contó con la participación de más de 32 mil personas entre prensa y público, Laferte logró superar a la actriz cómica chilena Valentina Saini y la cantante argentina Lali Espósito, obteniendo el primer lugar de la competencia que se realizó por primera vez, instancia en que recibió la corona y la banda tras este logró, además fue nombrada Reina de la prensa que contó con la participación de 32.000 personas entre público y prensa acreditada del Festival, ganando unos aros de la Joyería Barón. El 8 de marzo, logra ingresar el ranking Social 50 de Billboard, apareciendo en el número 42.
El 11 de marzo de 2017, logró entrar en los álbumes más vendidos de iTunes Bermudas ubicándose en la posición N°15 siendo la primera artista chilena en conseguir ubicar un álbum en el país caribeño. El 19 de marzo de 2017 participa por segunda vez en el Festival Vive Latino, esta vez en el escenario Escenario Indio Pilsner Plata, donde cantó en vivo con Juanes la canción Amárrame.
Días después de su Vevo Certified, el 9 de mayo de 2017, Mon Laferte Vol.1 logra certificar Doble Disco de Platino + Disco de oro en México tras distribuir más de 150 mil copias. El día 24 de julio recibe certificación Triple Disco de Platino en México y Cuátruple Disco de Platino en Chile, por alcanzar más de 180 mil copias y 40 mil copias vendidas respectivamente. Durante mediados de 2016, antes de presentarse por primera vez en dicho festival, Mon comenzó a trabajar en lo que sería su cuarto álbum de estudio La trenza, el cual se lanzó el 28 de abril de 2017.
El disco ha sido grabado entre México y Chile en donde se rescatarán tintes del folclore chileno y mexicano, además de sonidos latinoamericanos característicos en la región como los ritmos andinos de Perú, Bolivia y el norte de Chile, aunque sin olvidar baladas con el sonido característico de Mon. Según sus propias palabras, define al disco "un portal entre México y Chile" en donde rescata lo vivido durante su gira y otros momentos tanto profesionales como personales.
El 10 de febrero de 2017, lanza el sencillo "Amárrame" junto a Juanes, una colaboración del género cumbia, el vídeo musical fue estrenado en MTV el mismo día y posteriormente en la plataforma VEVO. Simultáneamente lanza el mismo día la canción Yo Te Qui, disponible en plataformas de streaming y Apple Music. El día de su lanzamiento el sencillo debutó en los más vendidos de iTunes México, Chile, Costa Rica, Ecuador, Colombia y Bolivia, además, previo al lanzamiento, logró convertirse en pocas horas en Trending Topic en la plataforma Twitter y posteriormente en Tendencia en YouTube en su país natal, Chile.
Durante 2017, Mon aún se encontraba de gira aún presentando su álbum anterior, incluyendo en su repertorio las producciones "Amárrame" y "Yo Te Qui", las cuales fueron estrenadas en vivo en su primer show en el Festival de Viña del Mar. El sencillo "Amárrame" la convirtió en la primera artista chilena en conseguir ubicar un sencillo entre los cinco primeros de tendencias en Spotify Mundial y paralelo a esto en el número 1 en Spotify México y Chile simultáneamente, así como número 1 y 4 en YouTube Chile y México respectivamente con más de dos millones de reproducciones en tan sólo 4 días. En la actualidad el vídeo lleva más de 40 millones de visitas en YouTube a dos meses de su publicación.
El sencillo entró en los 40 principales de países como Colombia, México y Chile, gozando de gran popularidad en los países antes ya mencionados.
El 14 de abril, se convirtió en la artista chilena más escuchada en las radios de Chile posicionándose con cuatro sencillos en las principales radios de su país, su canción "Amárrame" junto a Juanes fue la canción chilena más tocada en las radios del país desde su lanzamiento, con un total de 4135 ejecuciones según datos de la SCD (Sociedad Chilena del Derecho de Autor). Es más: desde marzo a la fecha, el dueto de Laferte con Juanes se ubicó en el segundo lugar del ranking general, que considera tanto música chilena como extranjera
El 5 de mayo de 2017, se le otorga al sencillo «Amárrame» la certificación de Sencillo o Disco de oro en Chile, Colombia y México, en este último superando las 30 mil descargas, días de después de este logró, el 11 de mayo, este tema es certificado como "Streaming de Oro" tras superar las 4 millones de reproducciones en plataformas digitales en Chile. El 28 de abril se estrenó el álbum La trenza, el cual contiene 11 canciones, donde existe la colaboración del colombiano Juanes, el español Enrique Bunbury y sus compatriotas Manuel García y Los Celestinos.
El día de su lanzamiento el álbum entró directamente al N.º 1 en iTunes México y Chile. Además en tan sólo dos semanas de su publicación "La Trenza" debutó en el N.º 1 en discos físicos en México y fue certificado como Disco de oro en México tras superar las 30 mil copias vendidas, y un mes después fue certificado en Chile el Disco de Platino por 60 mil copias vendidas y Doble Disco de Platino en Chile por 20 mil copias vendidas, durante su Amárrame Tour en Chile,sus presentaciones en Santiago de Chile fueron los días 20 y 21 de junio, Mon Laferte también aprovechó de grabar en su país natal un nuevo y exclusivo DVD para sus fanes .

Tras su visita a Colombia como parte del Amárrame Tour, el 3 de julio, Mon recibió el Disco de Platino por su sencillo "Amárrame" por superar las 10 000 descargas digitales, dos días después, el 5 de julio, antes de su concierto en Perú se le otorgó el Disco de oro también por su sencillo con Juanes. El día 24 de julio de 2017 recibe disco de platino en México y doble disco de platino en Chile por el álbum La trenza.

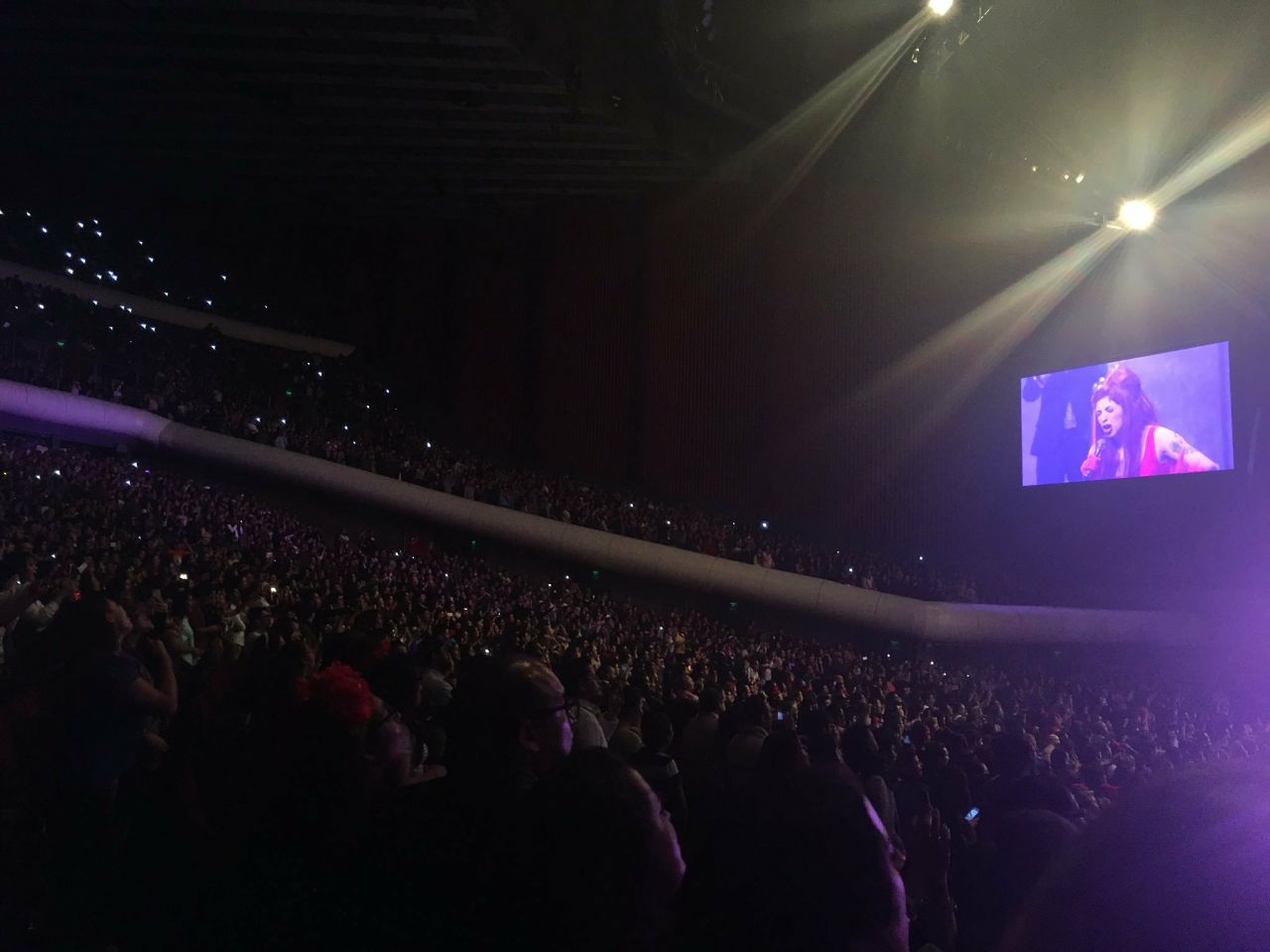
Mon Laferte en el Auditorio Nacional el 5 de octubre de 2017, presentando el Amárrame Tour.

En septiembre de 2017, realizó una gira promocional de su Amárrame Tour por primera vez en España, en dónde se presentará en el mes de noviembre en Madrid y Barcelona. El día 20 de septiembre llegó a Chile para celebrar las fiestas patrias de su país en donde participó en la clausura de la Fiesta de la Pampilla en Coquimbo, Chile, donde se presentó ante 200 mil personas. Antes de presentarse en este festival, en la conferencia de prensa, Mon quiso hacer un minuto de silencio en homenaje a las víctimas del terremoto en México. El 5, 6 y 7 de octubre se presentó ante un Auditorio Nacional repleto y el 8 de octubre la cantante chilena participó en el evento benéfico «Estamos Unidos Mexicanos» en El Zócalo de Ciudad de México ante una 170 mil personas que corearon sus canciones.
Obtiene cinco nominaciones a los premios Grammy Latinos en las categorías: Grabación del Año, Canción del Año, Álbum del Año, Mejor álbum de música alternativa y Mejor canción alternativa, ganando el premio como "Mejor canción alternativa" por la canción "Amárrame", además un premio MTV EMA como Mejor artista latinoamericana zona norte.
El 10 de noviembre, se estrenaron cuatro canciones «Palomita», «Vendaval», «Alelí» ( donde hace una colaboración Caloncho) y «Cuando era flor» en la versión La trenza deluxe del álbum La trenza, este también incluye un DVD con material de una de presentaciones en el Teatro Caupolicán en Santiago de Chile de la gira Amárrame Tour. Fue escogida por el diario El Mercurio y Mujeres empresarias dentro de las «100 mujeres líderes del año 2017». El 18 de diciembre, participa en su mayor concierto en solitario en el Movistar Arena hasta el momento, en Santiago de Chile ante quince mil, donde participó Pedropiedra como telonero, con la colaboración del Rulo y Manuel García.

### 2018-2019:Antes de ti,Normay su segundo Grammy Latino
El 14 de enero de 2018, participa en el concierto del tenor español Plácido Domingo junto a la Orquesta Filarmónica de Bogotá llamado «Chile en mi corazón», en el Estadio Nacional en Santiago de Chile, con motivo de su 50 aniversario de su primera presentación en Chile, donde la artista chilena interpreta una versión sinfónica de la canción Tormento, después realiza un dúo junto al tenor español en un medley de canciones populares "Perfidia", "Frenesí" y "La última noche", luego de un bis interpreta junto al tenor el tango «El día que me quieras» y finalizando el concierto ambos cantaron junto a Plácido Domingo hijo, la soprano portorriqueña Ana María Martínez, el guitarrista Pablo Sáinz Villegas y la orquesta la canción «Gracias a la vida» de Violeta Parra.
El 2 de febrero de 2018 publica el sencillo Antes de ti, junto a un vídeo musical, el primero dirigido por la misma artista, el 4 de mayo estrena una versión de la misma canción en japonés, ambas versiones fueron publicadas como un sencillo en vinilo, con el lado A con la versión en español y el lado B en japonés. El video musical de la canción fue nominado a los premios MTV Millennial Awards como vídeo del año y la canción ha sido nominada a la categoría canción del año a los Premios Grammy Latinos.
En mayo se confirmó que conduciría la 8.ª edición de los Premios MTV Millennial Awards junto con el youtuber La Divaza, que se llevaron a cabo el 3 de junio de 2018 en la Arena Ciudad de México y transmitidos por MTV Latinoamérica. Además, Mon participó en el disco tributo al cantautor y compositor mexicano Marco Antonio Solís, con el tema "Invéntame". Un año después, el propio cantautor la invitó a cantar este tema en uno de sus conciertos.
Durante 2018, Mon trabajó en su quinto disco de estudio, Norma, que fue grabado en una sola sesión en el estudio A de los Capitol Studios de Los Ángeles, California, Estados Unidos, el día 16 de junio de 2018, la grabación se realizó de una sola toma, sin utilizar la técnica de overdubbing de capas de audio, sino todos los instrumentos sonando en simultáneo para dar al material la sensación de registro en vivo. En esta grabación participaron 13 músicos. La producción de este álbum estuvo a cargo de Omar Rodríguez-López, el ingeniero de grabación fue Bruce Botnick. se ha publicado dos sencillos del álbum es El beso (publicado el 7 de septiembre de 2018) y segundo sencillo del álbum es Por qué me fui a enamorar de ti (publicado el 5 de octubre de 2018), en los videos musicales de ambos fueron dirigidos por Sebastián Soto Chacón. El disco se lanzó el 9 de noviembre de 2018.
El 26 de octubre, se publicó una colaboración para el nuevo álbum navideño de la cantante estadounidense Gwen Stefani, en una versión de la canción Feliz Navidad del cantautor puertorriqueño José Feliciano. A finales de 2018, la cadena de televisión internacional HTV nominó a Mon Laferte en la categoría “Mejor Artista Sur” de los Premios Heat Latin Music Awards 2019.
En febrero de 2019, Mon recibió su primera nominación a los Billboard Latin Music Awards en la categoría Top Latin Albums Artist of the Year, Female. Además el Álbum Norma recibió disco de oro en México por 30 000 copias vendidas. En abril, participó en el festival estadounidense de música Coachella, en el evento de aquel año también participaron otras dos artistas chilenas, Javiera Mena y Tomasa del Real. Además, el disco Norma ganó como "Mejor álbum de música alternativa" en la 20. ª edición de los Premios Grammy Latino. A mediados de 2019, es oficialmente confirmada para la edición 2020 del Festival Internacional de la Canción de Viña del Mar, esta vez, como artista estelar, anunciando su regreso a este escenario luego de tres años.

### 2020-2021:Seis, 1940 Carmeny sus nominaciones al Grammy
En 2020, Mon volvió a presentarse en el Festival Internacional de la Canción de Viña del Mar, esta vez, como artista estelar en el segundo día, donde hizo corear a su público con su repertorio, invitó a otras cantantes chilenas en el escenario para cantar cuecas y obtuvo sus segundas gaviotas de plata y de oro. Esa misma noche, luego de interpretar “Pa' donde se fue” y antes de hacer "La trenza", Laferte dio un discurso en relación con el pedido de Carabineros de que se la cite a declarar por decir en 2019 que "la policía y los militares provocaron incendios durante las manifestaciones que desde octubre claman contra la desigualdad social".
A finales de ese año, obtiene su tercer galardón en los Grammy Latino 2020, por su sencillo Biutiful como Mejor Canción Rock. 
En abril de 2021 lanza su nuevo álbum de estudio Seis, con el que obtiene su primera nominación a los Premios Grammy en la categoría Mejor álbum música regional mexicana (incluyendo tejano). El disco consta de 14 pistas, entre las que se incluyen colaboraciones con Gloria Trevi, Alejandro Fernández y La Arrolladora Banda El Limón. Con este trabajo obtiene su cuarto Grammy Latino como Mejor Álbum Cantautor. Durante los premios Copihue de Oro 2021 obtuvo el premio como Artista de la década por votación del público.
En octubre del mismo año llega el séptimo álbum de Laferte, 1940 Carmen. El trabajo musical se hizo cuando se encontraba en Los Ángeles iniciando el tratamiento para convertirse en madre. Con este disco consigue su segunda nominación a los Premios Grammy, esta vez en la categoría Mejor álbum alternativo o rock latino.

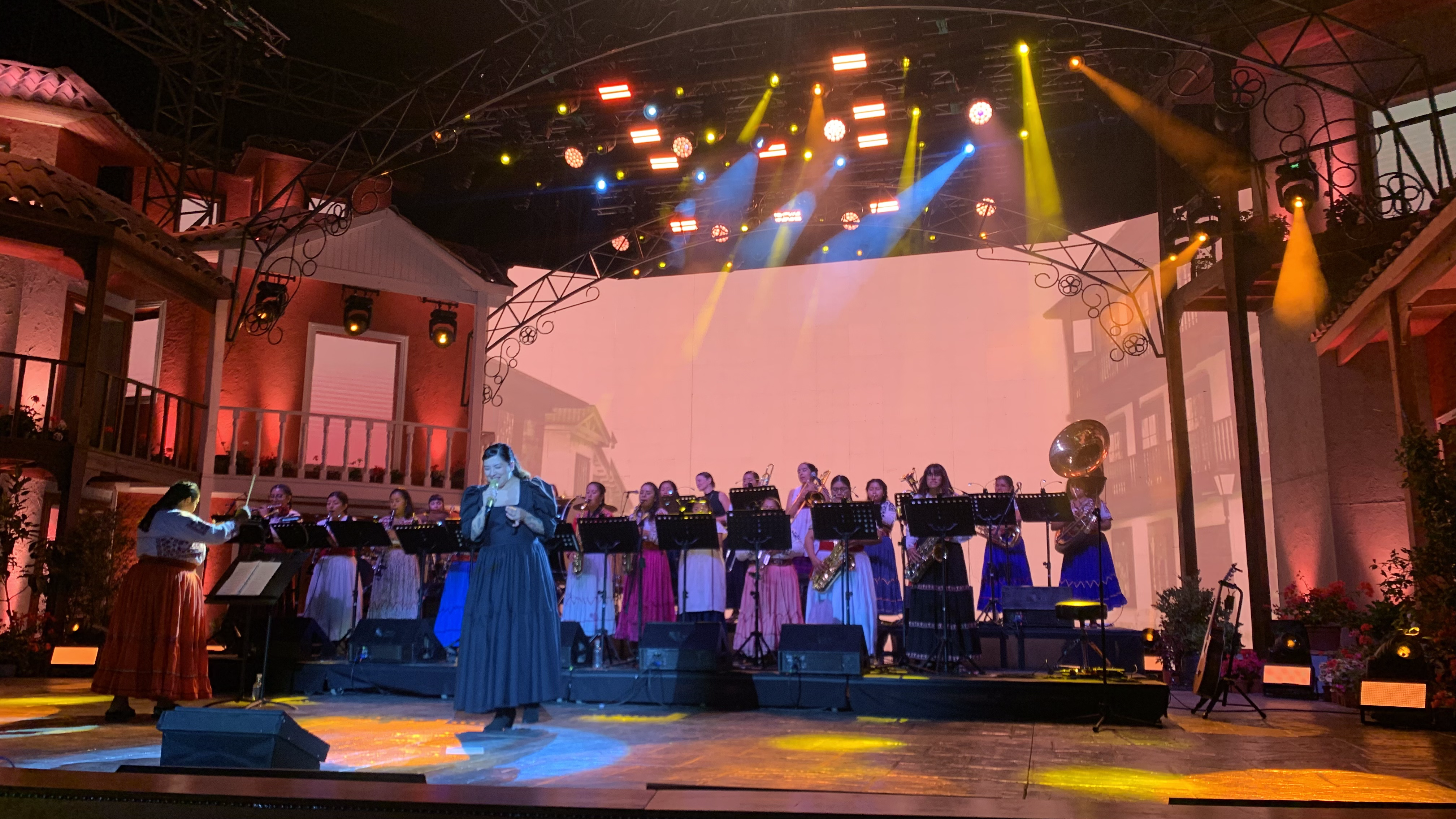
Laferte en compañía de las Mujeres de Viento Florido presentándose en el LII Festival del Huaso de Olmué.

En enero de 2023 se presentó por primera vez en el Festival del Huaso de Olmué, retornando al escenario del Patagual, donde se había presentado cuando era pequeña. En la ocasión estuvo acompañada de la Mujeres del Viento Florido en la totalidad de su show, tocando sus grandes éxitos. En el concierto invitó a la cantora Chabelita Fuentes, con quien interpretó "La Enagüita", una tonada clásica chilena. También aprovechó para cantar "Canción sin miedo" de Vivir Quintana, provocando la ovación del público.

### 2023-presente:AutopoiéticayObra de Dios
El 10 de noviembre de 2023, Mon Laferte publicó Autopoiética, su octavo álbum de estudio. Compuesto por 14 canciones, este álbum muestra un enfoque más experimental, en el que utiliza bases rítmicas y samplers como herramientas principales,incorporando elementos de trip-hop, mariachi, cumbia rebajada, salsa, techno, bolero, toques de tango electrónico, entre otros estilos. 
El título del álbum está inspirado en el trabajo de dos biólogos chilenos, Francisco Varela y Humberto Maturana, quienes acuñaron el término "autopoiesis" en la década de 1970 para describir el proceso de auto-mantenimiento de las células. De acuerdo a una entrevista con Rolling Stone en Español, Laferte compartió que durante el proceso creativo del álbum, creó varias listas de reproducción que le servían de inspiración. Estas playlists eran tan diversas que incluían música de Juan Gabriel y Aphex Twin en un mismo lugar.
Después del lanzamiento de Autopoiética, Mon Laferte presentó «Obra de Dios», un sencillo coproducido con Manú Jalil. Este lanzamiento marcó su transición hacia la independencia musical tras separarse de Universal Music. Cinco meses después, el 14 de mayo de 2024, firmó con Sony Music Latin, y el 27 de agosto de 2024 renovó un acuerdo de administración global con Warner Chappell Music, retomando la colaboración que se había gestionado en álbumes como Desechable (2011) y Tornasol (2013). En 2024, en la 25.ª entrega anual de los Premios Grammy Latinos, Laferte recibió su quinto premio en la categoría de Mejor Álbum de Música Alternativa por Autopoiética.Además, fue nominada a Mejor Álbum del Año y Grabación del Año por el sencillo Tenochtitlán.

## Vida personal
En 2007 se trasladó a vivir a México y tras quince años de residencia, el gobierno le concedió la nacionalidad por naturalización. El 30 de noviembre de 2022 el canciller Marcelo Ebrard le otorgó la carta respectiva con la que adquirió de manera oficial la nacionalidad mexicana. El 17 de agosto de 2021, la intérprete reveló que sería madre. El 10 de febrero de 2022 dio a luz a su hijo Joel. El 21 de octubre de 2022 contrajo matrimonio con Joel Orta.

## Otros proyectos

### Artes plásticas

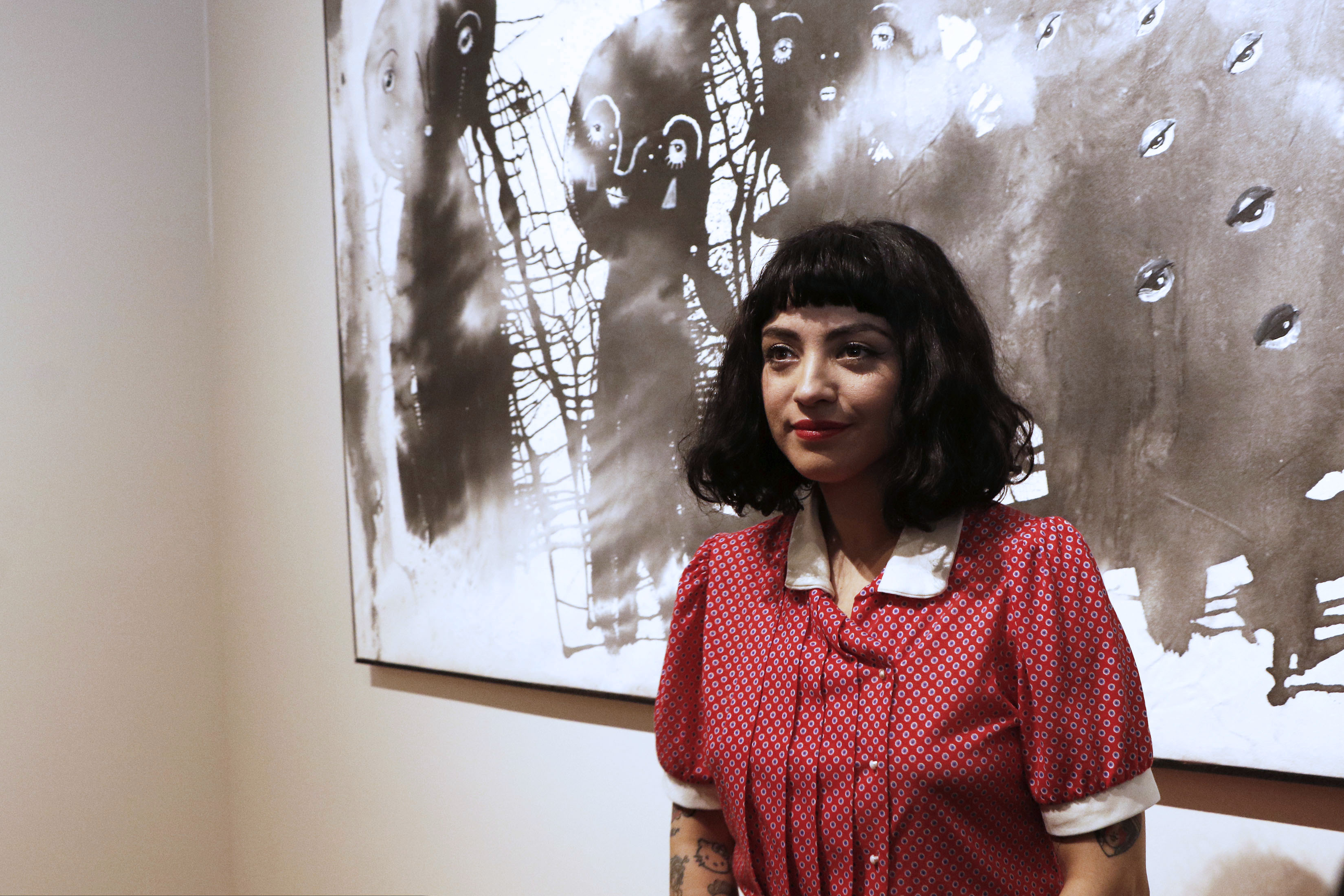
Laferte en la inauguración de su exposición «Gestos», en 2020.

El 11 de marzo de 2020 Mon inauguró la exposición pictórica Gestos, en el Museo de la Ciudad de México. Ella misma comentó que ha realizado su actividad plástica desde hace 10 años y que lo hace de manera autodidacta, aunque declara que tiene una gran influencia de su padre, quien es pintor.
En febrero de 2021 llegó Procesión: Pinturas de Mon Laferte, donde se visualizaron algunos de sus trabajos en la Galería Bahía Utópica en la ciudad de Valparaíso. En 2023, presentó su primera exposición en la capital de su natal país, Santiago de Chile, Te amo, Mon Laferte visual, su montaje biográfico.

### Murales
Su primer mural, titulado Día uno, lo realizó en el Cerro Alegre, en Valparaíso. Este trabajo recibió críticas de algunas autoridades de la zona, ya que al parecer no habría contado con la autorización del Consejo de Monumentos, para pintar. Sin embargo, algunos vecinos del sector manifestaron estar de acuerdo con esta expresión artística. La faceta muralista de Mon, también está presente en el Cerro Cárcel, también en Valparaíso. Donde pintó Por favor, una pintura que forma parte de una campaña de la ONG Oceana en contra de la contaminación de los océanos y la utilización de plásticos.
Fue el mismo año que pintó el mural Seis, en Los Ángeles, California. Se inspiró en su sexto álbum de estudio y se encuentra ubicado en 3rd Street con Poinsettia Place. En el marco de la conmemoración de los 50 años del Golpe de Estado en Chile. Mon, junto al muralista "Mono" González inauguraron un mural en el Estadio Nacional a comienzos de enero de 2023, para recordar a los prisioneros políticos de la dictadura.

## Activismo

### Apoyo al colectivo LGBT
Laferte es reconocida por sus opiniones a favor de los derechos de la comunidad LGBTIQ+, a la que pertenece. El 1 de octubre de 2011 Laferte participó en el acto de clausura de la decimotercera Marcha por la Diversidad Sexual —conocida anteriormente como «Marcha del Orgullo Gay»—, convocada por el Movimiento por la Diversidad Sexual (Mums) y el colectivo Acción Gay, a los que se unió aquel año la Fundación Iguales. En el transcurso del mismo la cantante realizó la presentación de su segundo álbum de estudio —Desechable—, que fue seguida por unos tres mil espectadores. En 2020, en apoyo a la comunidad trans. Mon Laferte canceló un concierto organizado por el colectivo feminista Okupa Bloque Negro porque transactivistas acusaron a dicha organización de transfobia y activismo transexcluyente.

### Veganismo
En el año 2009 le diagnosticaron un cáncer tiroideo, experiencia que plasmó en la canción Hospital recogida en 2013 en su tercer álbum de estudio Tornasol. Sin embargo, según sus propias palabras, no ha sido lo que la llevó a hacerse vegetariana y consecuentemente defensora de los derechos de los animales en octubre de ese mismo año:

No uso cosas de piel y no utilizo nada de animales, me parecía súper falso de mi parte comérmelos.

En el 2017 efectuó su paso al veganismo.

### Opinión política

#### Elecciones de 2017
Durante la segunda vuelta de la elección presidencial de Chile de 2017, la artista dio luces de su apoyo al candidato progresista Alejandro Guillier, político cercano al entonces Partido Radical Social Demócrata (PRSD). Aquel se enfrentaba en contra del entonces expresidente independiente Sebastián Piñera, aliado a la coalición Chile Vamos, conglomerado de derecha. Las señales concretas que manifestó Laferte radican específicamente en su perfil personal de Instagram. Allí, publicó una "historia" que exhibía una viñeta cuyo contenido visual comparaba las posturas de ambos líderes, la cual –en forma implícita– daba el favor al político radical. De acuerdo al medio El Mostrador, su estado fue "un claro guiño positivo al candidato del pacto Fuerza de Mayoría", asociación política que incluía al PRSD, al Partido por la Democracia (PPD), al Partido Socialista (PS) y al Partido Comunista (PC). El 17 de diciembre de 2017, la artista sufragó oficialmente en la mesa 189V del Liceo Carmela Carvajal de Providencia donde reveló que no votó en la primera vuelta. Finalmente, Piñera triunfó sobre Guillier con un 54 % de los votos.

#### Estallido social
El 18 de octubre de 2019, en la capital chilena de Santiago se produjo masivas protestas generalizadas tras el aumento en el precio del boleto del metro de esa ciudad. Estas protestas habían empezando entre el 7 y el 17 de octubre, con su punto crítico durante la tarde del 18 de octubre, donde se quemaron varias estaciones del tren subterráneo. Allí las manifestaciones alcanzaron un punto crítico, esto mientras el presidente Sebastián Piñera estaba en el cumpleaños de su nieto en un restaurante de pizzas en Vitacura. Minutos después de eso, se retiró de manera urgente al Palacio de La Moneda para decretar Estado de excepción. Dos días más tarde, el 20 de octubre, Mon Laferte se pronunció en su cuenta de Twitter sobre la situación al esgrimir una ácida crítica al mandatario, sobre quien opinó que era "un dictador que da órdenes comiendo pizza en el barrio alto". De igual modo, el mundo debía saber –a su juicio– que la "gente se manifiesta por su dignidad y tú (Piñera) reprimes al pueblo con la fuerza militar y toque de queda".
A lo largo de una semana, esas manifestaciones aumentaron y dicho clamor por la "dignidad" comenzó a racionalizarse a medida que se fue incorporando en el relato la exigencia de un "nuevo pacto social", es decir, una nueva Constitución que reemplace a la carta magna de 1980. El 27 de octubre, Mon Laferte fue partícipe de una versión de «El derecho de vivir en paz» donde explícitamente se mencionaba el "nuevo pacto social" y que tuvo como protagonistas a artistas como Roberto Márquez o Manuel García.
El 14 de noviembre de 2019, durante la gala de entrega de los Grammy Latinos celebrada en el MGM Grand Garden de Las Vegas, la cantante —que había obtenido el premio al Mejor Álbum de Música Alternativa por su disco Norma— se convirtió en la protagonista de la noche al posar ante las cámaras de numerosos medios internacionales con los pechos descubiertos (toples) entre los que figuraba escrito enteramente con grandes letras mayúsculas el mensaje «EN CHILE / TORTURAN / VIOLAN / Y / MATAN», un gesto de protesta contra la situación política que vivía su país, Atado al cuello llevaba un pañuelo verde, símbolo de las feministas en defensa del derecho al aborto libre. Laferte compartió en su perfil de Instagram una fotografía de la protesta con sus pezones editados a fin de evitar el borrado de la imagen. Esto sucedió de todos modos por considerarse «contenido sexual explícito», lo que llevó a la cantante a defender su postura con una serie de declaraciones públicas y afirmó «Pero si son unas tetas apretadas detrás de un escote o de una transparencia con una sonrisa y usadas de modo sexual, está todo bien».
A fines de noviembre de 2019, Mon Laferte en entrevista con Univision, aseguró que Carabineros y militares estuvieron tras los incendios producidos en diversas estaciones del Metro de Santiago, hecho que dejó sin funcionamiento a gran parte de la red. Lo que dijo fue: “Hay muchos casos donde la misma policía y los mismos militares fueron quienes estuvieron incendiando”, declaró la cantante, dichos que generaron gran controversia en la institución.

### Apoyo al feminismo latinoamericano

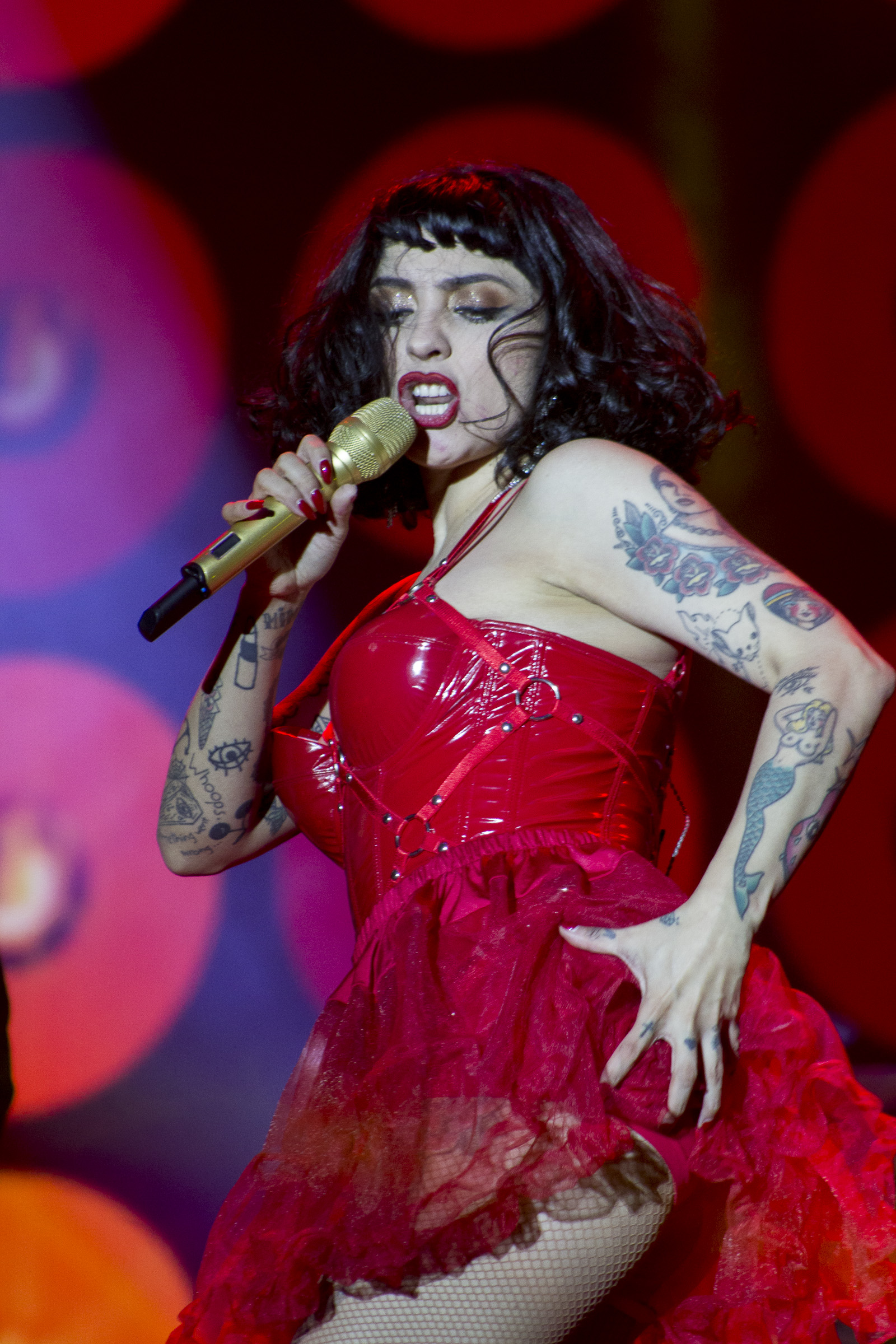
Laferte presentándose en el «Concierto Tiempo de Mujeres Festival por la Igualdad», realizado en 2020.

El 8 de marzo de 2020, se presentó en un concierto en lucha por la seguridad de las mujeres en el Festival de la Igualdad en la Plaza de la Constitución, México (país en el que reside), junto con Vivir Quintana, estrenaron "Canción sin miedo" de Quintana, junto a una gran agrupación de coristas mujeres. Durante su concierto, la cantante chilena Mon Laferte, con la voz entrecortada y algunas lágrimas, exigió no olvidar los nombres de las mujeres asesinadas en México. "Siempre se pide un minuto de silencio y yo hoy quiero pedir no un minuto, el tiempo que queramos para no estar en silencio, vamos a gritar porque ya hemos estado mucho tiempo en silencio... Quiero que gritemos por todas nuestras hermanas asesinadas, por todas nuestras hermanas desaparecidas, por todas nuestras compañeras violentadas. Vamos a gritar fuerte para que nos escuche nuestro presidente y en todo el mundo. Vamos a gritar fuerte todas, que nos escuche el mundo", pidió.

## Discografía

#### Álbumes de estudio
- 2003: La chica de Rojo (bajo el seudónimo de Monserrat Bustamante)
- 2011: Desechable
- 2013: Tornasol
- 2015: Mon Laferte vol.1
- 2017: La trenza
- 2018: Norma
- 2021: Seis
- 2021: 1940 Carmen
- 2023: Autopoiética

#### Álbumes en vivo
- 2020: Sola con mis monstruos

## Filmografía
- 2006: Rojo, la película
- 2014: Japy ending
- 2016: Flesh to Play
- 2019: Zapatos rojos y los siete enanos
- 2024: Mon Laferte, te amo

## Televisión
| Televisión | Televisión                                                 | Televisión                             | Televisión                                                                                            | Televisión        |
| Año        | Programa                                                   | Rol                                    | Notas                                                                                                 | Canal             |
| ---------- | ---------------------------------------------------------- | -------------------------------------- | --- | ----------------- |
| 2003-2007  | Rojo, fama contrafama                                      | Concursante y luego parte del personal | El personal era conocido como el Clan Rojo                                                            | TVN               |
| 2006       | El baile en TVN                                            | Cantante                               | | TVN               |
| 2006       | Floribella                                                 | Actriz/Jazmín                          | 1 episodio                                                                                            | TVN               |
| 2012       | Factor X                                                   | Jurado                                 | 1 temporada                                                                                           | TVN               |
| 2014       | Do-Remix                                                   | Cantante                               | Participa en dos capítulos de la segunda temporada versionando las canciones «Vuelvo» y «Amor, amor». | TVN               |
| 2017       | LVIII Festival Internacional de la Canción de Viña del Mar | Jurado y artista invitada              | Obtuvo el reconocimiento como Reina del Monstruo.                                                     | ChilevisiónTNTHTV |
| 2018       | MTV Millennial Awards                                      | Presentadora                           | Junto a La Divaza                                                                                     | MTV               |
| 2020       | LXI Festival Internacional de la Canción de Viña del Mar   | Artista invitada                       | | TVNCanal 13FOX    |
| 2023       | LII Festival del Huaso de Olmué                            | Artista invitada                       | Estuvo acompañada de Mujeres del Viento Florido.                                                      | TVN               |

## Giras
- Gira Desechable (2011-2012)
- Gira Tornasol (2013-2014)
- Mon Laferte Vol. 1 Tour (2014-2015)
- Mon La Fruta Tour (2016)[n. 3]
- Si Tour Me Quisieras (2016 - 2017)
- Amárrame Tour (2017-2018)
- Amarte Tour (2018)[n. 4]
- Gira Europea (2018)
- La Gira de Norma (2019)
- Mon Laferte Acústico (2020)
- Laferte U.S. Tour (2021)
- Mon Laferte: Gira Mundial (2022)
- Autopoiética Tour (2024-2025)

## Premios y nominaciones
Mon Laferte ha ganado 52 premios de 138 nominaciones, incluyendo 5 Latin Grammy, 2 MTV Europe Music Awards, 4 MTV Millennial Awards, 1 Premio SHOCK, 4 Premios Telehit, 10 Premios Pulsar y 3 Copihue de Oro.